# Decimal
Decimaler är alla siffror i ett tal som står till höger om decimaltecknet och som därför utgör en kvantitet som är mindre än 1 (en hel). Den första placeringen direkt till höger om decimaltecknet visar tiondelen (jämför SI-prefixet deci), följt av hundradelen, tusendelen etc. Decimalerna skrivs alltid i följd utan mellanrum.

## Användning
Främst i naturvetenskaperna kan antalet decimaler efter decimaltecknet ge en indikation med vilken exakthet exempelvis en mätning är gjord:
0,10000 · 101 m (fem signifikanta siffror)
är mer exakt än
0,10 · 101 m (två signifikanta siffror).
Decimalerna grupperas aldrig med tusentalsavgränsare.